# شفيقة يوسف
 شفيقة يوسف (1 يناير 1958 -)، ممثلة بحرينية.

## عن حياتها
ولدت في مدينة المحرق، وبدايتها الفنية كانت في بداية ثمانينات القرن العشرين، ولكن شهرتها أتت من خلال مسلسل سوالف أم هلال في عام 1987 مع الممثلة سلوى بخيت، واعتزلت بعد هذا العمل ولكن عادت إلى المجال الفني خلال مسلسل دروب بعدما اقنعتها الممثلة لطيفة المجرن للعودة.

## أعمالها

### من المسلسلات
- 1980: بيت أبو خالد.
- 1985: زواج بدون رصيد.
- 1987: سوالف أم هلال.
- 2005: دروب.
- 2006: جنون الليل.
- 2006: بسمة ألم.
- 2006: جادة 7.
- 2007: القناص.
- 2007: راح اللي راح.
- 2007: قيود الزمن.
- 2007: رحلة شقى.
- 2007: الفجر المستحيل.
- 2007: لحظة ضعف.
- 2007: الشطرنج.
- 2008: الفطين.
- 2009: وراك وراك.
- 2009: ليلى - أكثر من جزء.
- 2009: عذاب.
- 2009: الظل الأبيض.
- 2009: وعاد الماضي.
- 2009: أسوار 2.
- 2009: الساكنات في قلوبنا.
- 2009: جاري يا حموده.
- 2009:  ام البنات
- 2010: بنات آدم.
- 2010: الشمس تشرق مرتين.
- 2010: شر النفوس 3.
- 2010: على موتها أغني.
- 2010: نور في سماء صافية.
- 2010: قصة هوانا - حلقات منفصلة.
- 2011: لهفة الخاطر.
- 2012: بين الماضي والحب.
- 2012: غريب الدار.
- 2012: يا تصيب يا تخيب.
- 2012: بنات الجامعة.
- 2012: امرأة تبحث عن المغفرة.
- 2013: اول الصبح.
- 2013: عطر الجنة.
- 2013: إلين اليوم.
- 2014: حنين السهارى.
- 2014: أهل الدار.
- 2015: الذاهبة.
- 2016: طريق المعلمات.
- 2016:باب الريح
- 2016: شباب البومب 5
- 2016: شرباكة
- 2016:خيانة وطن
- 2016: حزاوينا خليجية
- 2016: لقيت روحي
- 2016: شد بلد
- 2016:بين ليلة وضحاها
- 2017: شباب البومب 6
- 2018:الخافي أعظم
- 2018: بطران عايش يومه
- 2018:العاصوف
- 2018: شباب البومب 7
- 2019: شباب البومب 8
- 2020: بنات الملاكمة 2
- 2020:كسرة ظهر
- 2021: شباب البومب 9
- 2021:المسباح
- 2022: شباب البومب 10
- 2023: 
شباب البومب 11
- 2024: شباب البومب 12

### من الأفلام
- 2007: أربع بنات.

## روابط خارجية
- شفيقة يوسف على موقع IMDb (الإنجليزية)
- شفيقة يوسف على موقع قاعدة بيانات الأفلام العربية